# Sputnik 3
Sputnik 3 (rusky Спутник-3) byla sovětská výzkumná družice Země, vypuštěná na oběžnou dráhu 15. května 1958 z kosmodromu Bajkonur pomocí modifikované rakety R-7/SS-6. Jednalo se o druhý pokus o vypuštění. První, který se uskutečnil 27. dubna 1958, totiž skončil explozí rakety.
Počáteční parametry orbitální dráhy: výška 214×1860 km, sklon 65,18°, doba oběhu 105,90 min.

## Popis družice
Družice měla kónický tvar o délce 3,57 m a průměru základny 1,73 m. Její hmotnost byla 1 327 kg.
Napájení bylo zajišťováno pomocí slunečních článků rozmístěných na různých místech pláště družice.
Přístrojové vybavení obsahovalo celkem 12 přístrojů a experimentů, ty měřily:
- tlak a složení vysokých vrstev atmosféry
- koncentraci kladně nabitých částic
- intenzitu korpuskulárního záření Slunce
- charakter a variace kosmického záření
- elektrostatický náboj a elektrické pole v okolí Země
- intenzitu magnetického pole Země
- dopady mikrometeoritů
- teploty uvnitř a na povrchu družice

Družice detekovala vnější radiační pole Země, ovšem rozložení záření Van Allenových radiačních pásů se nepodařilo změřit, protože selhal magnetofon pro záznam dat. Aktivace jednotlivých přístrojů, vysílání dat a vnitřní činnosti družice byly řízeny pomocí elektronického sekvenčního automatu na bázi polovodičů.
Družice sloužila až do 6. dubna 1960, kdy došlo v důsledku pozvolného snižování dráhy k jejímu zániku v horních vrstvách zemské atmosféry. Na oběžné dráze vydržela 692 dní.